# تسناکر
تسناکر (به فرانسوی: Zehnacker) یک کمون در فرانسه با جمعیت ۲۳۲ نفر است که در Canton of Marmoutier واقع شده‌است.